# Swertia japonica
Swertia japonica är en gentianaväxtart som beskrevs av Tomitaro Makino. Swertia japonica ingår i släktet Swertia och familjen gentianaväxter. Utöver nominatformen finns också underarten S. j. latifolia.